# Tawerna RPG
Tawerna RPG (ISSN 1895-0000) – jeden z największych i najstarszych polskich zinów internetowych (ukazuje się nieprzerwanie od kwietnia 2000 roku) poświęconych fantastyce i grom fabularnym. Tawerna ukazuje się jako miesięcznik na Cover DVD czasopisma „CD-Action”. Jednocześnie jest ona dostępna, wraz z pełnym archiwum numerów, na oficjalnej stronie zinu.
Działy tematyczne:
- Biblioteka Światów (o książkach, filmach i muzyce)
- Kącik Gier Towarzyskich (poświęcony grom karcianym i grom planszowym)
- Kącik cRPG (poświęcony komputerowym grom RPG)
- Kącik Gier Fabularnych (poświęcony grom fabularnym, min. Dungeons & Dragons, Neuroshima, Warhammer Fantasy Roleplay, Kryształy Czasu, Wiedźmin)
- Taferna PGR (kącik humorystyczny)
- Polana Lorien (kącik twórczy, można w nim znaleźć zarówno opowiadania jak i poezję)

Strona internetowa Tawerny RPG została w roku 2004 przekształcona w wortal poświęcony tej samej tematyce, co oryginalny magazyn. W tej chwili, prócz tematyki związanej bezpośrednio z zinem (archiwum wydań, indeks artykułów, forum czytelników), serwuje ona również nowości i recenzje ze świata fantastyki i gier. W skład witryny wchodzą wyróżnione działy (poszerzone tematycznie w stosunku do działów zinu): Biblioteki Światów, Kącika Gier Fabularnych, Kącika Gier Towarzyskich i Gier Komputerowych.
Tawerna RPG była współorganizatorem konwentu CoolKon.